# Liste von Sakralbauten in Wittighausen
Die Liste von Sakralbauten in Wittighausen nennt Kirchengebäude und sonstige Sakralbauten im Gemeindegebiet von Wittighausen im Main-Tauber-Kreis in Baden-Württemberg.

## Sakralbauten in Wittighausen

### Christentum
Die katholischen Sakralbauten in Wittighausen gehören zur Seelsorgeeinheit Grünsfeld-Wittighausen im Dekanat Tauberbischofsheim. Die Diaspora der evangelischen Christen (mit einem Gottesdienstraum im Rathaus Unterwittighausen) ist der Kirchengemeinde Königshofen-Grünsfeld im Kirchenbezirk Wertheim zugeordnet.

#### Kirchengebäude und Kapellen
Folgende Kirchen und Kapellen bestehen im Gemeindegebiet von Wittighausen:
| Name                  | Konfession | Ort                                      | Bild | Koordinaten                 |
| --------------------- | ---------- | ---------------------------------------- | ---- | --------------------------- |
| Allerheiligenkirche   | r.-k.      | Unterwittighausen                        |      | 49° 36′ 44″ N, 9° 50′ 15″ O |
| Alte Kapelle          | r.-k.      | Vilchband                                |      | 49° 35′ 25″ N, 9° 49′ 22″ O |
| Dorfmühlenkapelle     | r.-k.      | Unterwittighausen                        |      | 49° 36′ 50″ N, 9° 50′ 20″ O |
| Hofkapelle            | r.-k.      | Hof Lilach                               |      | 49° 39′ 5″ N, 9° 49′ 32″ O  |
| Kreuzkapelle          | r.-k.      | Hof Lilach                               |      | 49° 39′ 18″ N, 9° 48′ 59″ O |
| Neue Kapelle          | r.-k.      | Vilchband                                |      | 49° 35′ 31″ N, 9° 49′ 32″ O |
| Neumühlenkapelle      | r.-k.      | Unterwittighausen Neumühle (Kasparmühle) |      | 49° 36′ 36″ N, 9° 51′ 7″ O  |
| St. Ägidius           | r.-k.      | Oberwittighausen                         |      | 49° 37′ 33″ N, 9° 51′ 5″ O  |
| St. Regiswindis       | r.-k.      | Vilchband                                |      | 49° 35′ 33″ N, 9° 49′ 24″ O |
| St.-Sigismund-Kapelle | r.-k.      | Oberwittighausen                         |      | 49° 37′ 34″ N, 9° 50′ 54″ O |
| Waldkapelle           | r.-k.      | Unterwittighausen                        |      | 49° 36′ 21″ N, 9° 50′ 24″ O |

#### Kreuzwege
Die folgenden Freilandkreuzwege bestehen im Gemeindegebiet von Wittighausen:
| Name                           | Konfession | Ort               | Bild | Koordinaten                 |
| ------------------------------ | ---------- | ----------------- | ---- | --------------------------- |
| Kreuzweg                       | r.-k.      | Unterwittighausen |      | 49° 36′ 21″ N, 9° 50′ 24″ O |
| Kreuzweg in der Friedhofsmauer | r.-k.      | Vilchband         |      | 49° 35′ 33″ N, 9° 49′ 25″ O |

#### Mariengrotten
Folgende Mariengrotten beziehungsweise Lourdesgrotten bestehen im Gemeindegebiet von Wittighausen:
| Name         | Konfession | Ort               | Bild | Koordinaten                 |
| ------------ | ---------- | ----------------- | --- | --------------------------- |
| Mariengrotte | r.-k.      | Vilchband         | | 49° 35′ 34″ N, 9° 49′ 25″ O |
| Mariengrotte | r.-k.      | Unterwittighausen | | 49° 36′ 48″ N, 9° 50′ 1″ O  |
| Mariengrotte | r.-k.      | Oberwittighausen  | Bild gesucht Die Wikipedia wünscht sich an dieser Stelle ein Bild vom hier behandelten Ort. Falls du dabei helfen möchtest, erklärt die Anleitung , wie das geht. BW | 49° 37′ 31″ N, 9° 51′ 0″ O  |
| Mariengrotte | r.-k.      | Poppenhausen      | Bild gesucht Die Wikipedia wünscht sich an dieser Stelle ein Bild vom hier behandelten Ort. Falls du dabei helfen möchtest, erklärt die Anleitung , wie das geht. BW | 49° 37′ 52″ N, 9° 49′ 28″ O |

#### Friedhöfe
In den Wittighäuser Ortsteilen bestehen folgende christliche Friedhöfe:
| Name                       | Ort               | Bild | Koordinaten                 |
| -------------------------- | ----------------- | --- | --------------------------- |
| Friedhof Unterwittighausen | Unterwittighausen | Bild gesucht Die Wikipedia wünscht sich an dieser Stelle ein Bild vom hier behandelten Ort. Falls du dabei helfen möchtest, erklärt die Anleitung , wie das geht. BW | 49° 36′ 47″ N, 9° 50′ 0″ O  |
| Friedhof Oberwittighausen  | Oberwittighausen  | Bild gesucht Die Wikipedia wünscht sich an dieser Stelle ein Bild vom hier behandelten Ort. Falls du dabei helfen möchtest, erklärt die Anleitung , wie das geht. BW | 49° 37′ 40″ N, 9° 51′ 8″ O  |
| Friedhof Vilchband         | Vilchband         | Bild gesucht Die Wikipedia wünscht sich an dieser Stelle ein Bild vom hier behandelten Ort. Falls du dabei helfen möchtest, erklärt die Anleitung , wie das geht. BW | 49° 35′ 34″ N, 9° 49′ 23″ O |
| Friedhof Poppenhausen      | Poppenhausen      | Bild gesucht Die Wikipedia wünscht sich an dieser Stelle ein Bild vom hier behandelten Ort. Falls du dabei helfen möchtest, erklärt die Anleitung , wie das geht. BW | 49° 37′ 55″ N, 9° 49′ 35″ O |

### Judentum
Auf dem Gebiet der Gemeinde Wittighausen sind keine jüdischen Gemeinden, Synagogen oder jüdischen Friedhöfe bekannt.

### Islam
Im Gemeindegebiet von Wittighausen besteht keine Moschee. Die Muslime besuchen gewöhnlich die nächstgelegene Moschee Lauda.